# John Grisham
John Grisham (Jonesboro (Arkansas), 8 februari 1955) is een Amerikaanse schrijver, bekend van juridisch drama.

## Levensloop
Grisham is het tweede kind uit een gezin met vijf kinderen. Zijn ouders waren gematigde Southern Baptists. Zijn vader was bouwvakker en katoenkweker. Na veelvuldig verhuisd te zijn, vestigde de familie zich in 1967 in het kleine stadje Southaven in Mississippi. Daartoe door zijn moeder aangemoedigd, was de jonge Grisham een fervent lezer die vooral beïnvloed werd door het werk van John Steinbeck, waarvan hij met name de heldere schrijfstijl bewonderde. In 1977, behaalde Grisham zijn B.Sc. titel in accountancy van Mississippi State University. Tijdens zijn studie begon Grisham een dagboek bij te houden, iets dat later hielp bij zijn creatieve activiteiten. Na het behalen van de J.D. titel aan de juridische faculteit (School of Law) van de University of Mississippi, in 1981, werkte Grisham bijna tien jaar als jurist in Southaven. Tijdens deze periode verloor hij zijn interesse in strafrecht en werd Grisham succesvol in civiel recht.
In 1983 werd hij gekozen in het Huis van Afgevaardigden van de staat Mississippi, waarin hij tot 1990 zitting had.
In 1984 zag Grisham in de rechtszaal van De Soto County in Hernando de emotionele verklaring van een 12-jarig slachtoffer van een verkrachting. Grisham begon in zijn vrije tijd aan een roman te werken, waarin hij beschreef wat er gebeurd zou zijn als de vader van het meisje haar aanvallers vermoord zou hebben. Hij werkte drie jaar aan A Time to Kill en voltooide het in 1987. In eerste instantie werd het door verschillende uitgevers afgewezen, maar uiteindelijk werd het gekocht door Wynwood Press, dat een bescheiden 5000 stuks laat drukken; in juni 1988 verschijnt de roman. Het boek verschijnt in 1993 in de Nederlandse vertaling als De jury.
Direct nadat Grisham A Time to Kill voltooid heeft, begint hij aan zijn tweede roman, het verhaal van een jonge advocaat die in dienst treedt bij een ogenschijnlijk perfect advocatenkantoor, dat dat niet bleek te zijn. Deze roman, The Firm, werd in 1991 een bestseller en verscheen datzelfde jaar in het Nederlands onder de titel Advocaat van de Duivel. Grisham bleef minstens een roman per jaar schrijven, de meeste werden populaire bestsellers. In A Painted House (Nederlandse vertaling: De erfpachters) verandert hij de focus van zijn romans van recht naar het leven in de Zuidelijke staten van de VS. Overigens spelen het leven in de VS (in het bijzonder het Zuiden) en de verschillende maatschappelijke en maatschappijkritische elementen in vrijwel al Grishams boeken een rol op de achtergrond. Voorbeelden zijn latent racisme en rassenscheiding, de maatschappelijke tegenstellingen tussen bevolkings- en inkomensgroepen, de wereld van de advocatuur en magistratuur, drugshandel, corruptie, het strafrecht en strafsysteem, massaclaims, snobisme, politieke koehandel en (bekritiseerde) presidentiële gratieverleningen. Zijn enige non-fictiewerk The Innocent Man behandelt de justitiële dwaling van Ron Williamson en kan men derhalve als directe maatschappelijke kritiek op het strafrecht en -systeem zien.  Andere in Grishams terugkerende werken zijn een afkeer van en kritiek op grote advocatenkantoren (onder andere werkdruk, overfacturering), een voorkeur voor kleinere advocatenkantoren met maar enkele werknemers, en een vlucht naar een (tropisch) buitenland of een klein stadje.
Publishers Weekly verklaarde Grisham tot "de best verkopende schrijver van de jaren 90".
In 1996 keerde Grisham kortstondig terug naar zijn oude vakgebied en verdedigde een familie van een man die omkwam bij een spoorwegongeluk.
De bibliotheek van de Mississippi State University, afdeling Manuscripten, houdt de "John Grisham Papers" bij, een archief van materialen die geschreven zijn tijdens zijn periode als afgevaardigde van de staat Mississippi en gerelateerd aan zijn schrijfwerk.
Grisham heeft al zijn hele leven een passie voor honkbal, wat naar voren komt in A painted house en zijn werk voor de Little League in zowel Oxford (Mississippi) als Charlottesville (Virginia). Hij heeft zich ook ingezet voor zijn kerk, als zendeling in Brazilië. Grisham beschrijft zichzelf als gematigd baptist. Hij woont, met zijn vrouw Renée (geboren Jones) en hun twee kinderen, Ty en Shea, de helft van de tijd in een victoriaans huis op een boerderij bij Oxford, en de andere helft van de tijd op een plantage bij Charlotteville.

## Bestseller 60
| Boeken met noteringen in de Nederlandse Bestseller 60 | Jaar van verschijnen | Datum van binnenkomst | Hoogste positie | Aantal weken | Opmerkingen                       |
| ----------------------------------------------------- | -------------------- | --------------------- | --------------- | ------------ | --------------------------------- |
| De claim                                              | 2003                 | 12-02-2003            | 1(5wk)          | 36           |                                   |
| Het testament                                         | 1999                 | 28-05-2003            | 27              | 8            |                                   |
| De partner                                            | 1997                 | 20-08-2003            | 56              | 1            |                                   |
| Verloren seizoen                                      | 2003                 | 17-09-2003            | 5               | 9            |                                   |
| De jury                                               | 1989                 | 21-01-2004            | 52              | 2            |                                   |
| Het laatste jurylid                                   | 2004                 | 11-02-2004            | 1(6wk)          | 36           |                                   |
| Het dossier                                           | 2002                 | 25-08-2004            | 21              | 5            |                                   |
| De deal                                               | 2005                 | 19-01-2005            | 1(1wk)          | 35           |                                   |
| De erfpachters                                        | 2001                 | 05-04-2006            | 9               | 2            |                                   |
| In het geding                                         | 2006                 | 05-04-2006            | 44              | 1            | filmeditie                        |
| De broederschap                                       | 2000                 | 05-04-2006            | 57              | 1            |                                   |
| De gevangene                                          | 2006                 | 18-10-2006            | 3               | 39           |                                   |
| De verbanning                                         | 2007                 | 03-10-2007            | 9               | 16           |                                   |
| De aanklacht                                          | 2008                 | 06-02-2008            | 2               | 25           |                                   |
| De getuige                                            | 2009                 | 04-02-2009            | 1(3wk)          | 34           |                                   |
| De wettelozen                                         | 2010                 | 21-04-2010            | 13              | 10           |                                   |
| De bekentenis                                         | 2010                 | 03-11-2010            | 3               | 24           |                                   |
| De belofte                                            | 2010                 | 06-10-2010            | 26              | 5            |                                   |
| Het proces                                            | 2011                 | 02-11-2011            | 4               | 16           |                                   |
| Vergiffenis                                           | 2012                 | 18-04-2012            | 22              | 5            |                                   |
| De afperser                                           | 2012                 | 31-10-2012            | 6               | 40           |                                   |
| De erfgenaam                                          | 2013                 | 30-10-2013            | 5               | 17           |                                   |
| Dilemma                                               | 2014                 | 29-10-2014            | 8               | 17           |                                   |
| De verdediging                                        | 2015                 | 28-10-2015            | 3               | 20           |                                   |
| De klokkenluider                                      | 2016                 | 02-11-2016            | 7               | 15           | deel 1 in De klokkenluider-serie  |
| Het eiland                                            | 2017                 | 28-06-2017            | 5               | 18           |                                   |
| De oplichters                                         | 2017                 | 01-11-2017            | 21              | 11           |                                   |
| Het oordeel                                           | 2018                 | 31-10-2018            | 14              | 13           |                                   |
| De onschuldigen                                       | 2019                 | 23-10-2019            | 12              | 12           |                                   |
| De storm                                              | 2020                 | 01-07-2020            | 10              | 11           |                                   |
| Een tijd voor genade                                  | 2020                 | 11-11-2020            | 15              | 9            |                                   |
| Sterspeler                                            | 2021                 | 09-06-2021            | 16              | 8            |                                   |
| De lijst van de rechter                               | 2021                 | 24-11-2021            | 13              | 18           | deel 2 in De klokkenluider-serie  |
| Sparringpartners                                      | 2022                 | 08-06-2022            | 15              | 10           |                                   |
| De jongens uit Biloxi                                 | 2022                 | 26-10-2022            | 10              | 12           |                                   |
| Het ultimatum                                         | 2023                 | 25-10-2023            | 7               | 17           |                                   |
| De vloek                                              | 2024                 | 12-06-2024            | 13              | 10           |                                   |
| Framed                                                | 2024                 | 23-10-2024            | 53              | 2            | in samenwerking met Jim McCloskey |